# Valverde de la Virgen (kommun)
Valverde de la Virgen är en kommun i Spanien.   Den ligger i provinsen Provincia de León och regionen Kastilien och Leon, i den norra delen av landet, 290 km nordväst om huvudstaden Madrid. Antalet invånare är 7 118.